# Сион (лист 1874)
Сион: лист за свештенике, васпитатеље и родитеље је лист који је излазио 1874. и 1875. године у Београду. Имао је и црквену, моралну и васпитну улогу за свештенство, васпитаче и саме родитеље.

## Историјат
Сион је лист за свештенике који је издавао архимандрит Нестор Поповић. Први број изашао је 7. јануара 1874, а последњи 31. децембра 1875. године.

### Поднаслови
- Лист за свештенике, васпитатеље и родитеље - од свеске 1 (1874)
- Лист за свештенике, васпитаче и учитеље - од свеске 1 (1875)
- Лист за свештенике, родитеље и васпитатеље - од свеске 2 (1875)

### Периодичност излажења
Излазио је сваке недеље; од 31. октобра 1875. излази месечно.

### Тематика
Објављивао је чланке са националним темама, теолошко-филозофске, црквено-политичке и историјске садржине, приказе нових књига, информације о раду епархија и других верских организација, некрологе црквених личности. Објављиване су и пригодне беседе. Светозар Никетић је објављивао пописе нових књига, као и рукописа и србуља. Давао је и преглед српске црквене књижевности о службама српским свецима (Светом Сави, монахињи Ефимији).

## Сарадници
- Светозар Ј. Никетић

## Галерија
- Домаће вести, Сион, број 2, страна 32, 1874.
- Разговор са децом о вери и моралу хришћанском, Сион, број 2, страна 24, 1874.
- Насловна страна Сиона, број 1, 1875.
- Насловна страна другог годишта Сиона, из легата Јоце Вујића (Универзитетска библиотека "Светозар Марковић") 1875.
- Садржај другог годишта Сиона, 1875.